# シリバス
シリバス（Silivas）は、体操競技のゆかの技である。空中で2回宙返り2回ひねりを行い、ダブルダブル（double double）とも呼ばれる。ルーマニアのオリンピック金メダリストのダニエラ・シリバシュにちなんで命名された。
ゆかにおいて難易度が高い技で、Code of Points（2013年-2016年）にH難度で記載されている。抱え込みで行われる。

## 伸身のシリバス
カナダのビクトリア・ムアーズが、ベルギーのアントウェルペンで開催された2013年世界体操競技選手権で、伸身の2回宙返り2回ひねりを初めて成功させた。この技は正式にMoorsとして知られ、I難度であり、Code of Points（2013年-2016年）で最高難易度である。

## シリバスを成功させた体操選手
2020年12月時点で、以下の選手がシリバスを成功させた。
- ダニエラ・シリバシュ (ROU)
- シモーネ・バイルズ (USA)
- スベトラーナ・ボギンスカヤ (USSR)
- Alexis Brion (USA)
- ジェード・キャリー（英語版） (USA)
- Stephanie Carter (USA)
- 程菲 (CHN)
- Chen Cuiting (CHN)
- Kayla DiCello (USA)
- エリッサ・ダウニー（英語版） (GBR)
- Frida Esparza (MEX)
- エリカ・ファサナ（英語版） (ITA)
- バネッサ・フェラーリ（英語版） (ITA)
- アレア・フィネガン（英語版） (USA)
- ジェニファー・ガディロワ（英語版） (GBR)
- ジェシカ・ガディロワ（英語版） (GBR)
- Denisa Golgotă (ROU)
- Anastasia Grishina (RUS)
- Tatiana Groshkova (USSR)
- Morgan Hurd (USA)
- ラリサ・ヨルダケ (ROU)
- ショーン・ジョンソン (USA)
- シレーゼ・ジョーンズ（英語版） (USA)
- Katelyn Jong (USA)
- Risa Konishi (JPN)
- Emily Lee (USA)
- Sunisa Lee (USA)
- Emma Malabuyo (USA)
- Tyesha Mattis (GBR)
- Grace McCallum (USA)
- Christina Desiderio (USA)
- 宮川紗江 (JPN)
- ビクトリア・ムーアズ（英語版） (CAN)
- Alexa Moreno (MEX)
- 村上茉愛 (JPN)[1]
- Maggie Nichols (USA)
- Shallon Olsen (CAN)
- Ana Pérez (ESP)
- Samantha Peszek (USA)
- Aleftina Priakhina (USSR)
- Elizabeth Price (USA)
- Lexie Priessman (USA)
- Qi Qi (CHN)
- 笹田夏実 (JPN)
- Aleksandra Shchekoldina (RUS)
- MyKayla Skinner (USA)
- Jazmyn Foberg (USA)
- Giulia Steingruber (SUI)
- Amy Tinkler (GBR)
- Wang Yan (CHN)
- Jordyn Wieber (USA)
- Leanne Wong (USA)
- Elena Zamolodchikova (RUS)

- Karis German (USA)